# أدريان دورتسمان
أدريان دورتسمان (1635، فلسنكن – 1682, أمستردام), كان معمارياً من العصر الذهبي الهولندي من أمستردام.